# Wuxi Shuiku
Wuxi Shuiku (kinesiska: 雾溪水库) är en reservoar i Kina. Den ligger i provinsen Zhejiang, i den östra delen av landet, omkring 250 kilometer söder om provinshuvudstaden Hangzhou. Wuxi Shuiku ligger 236 meter över havet. Arean är 0,36 kvadratkilometer. I omgivningarna runt Wuxi Shuiku växer i huvudsak blandskog. Den sträcker sig 1,2 kilometer i nord-sydlig riktning, och 0,7 kilometer i öst-västlig riktning.
Genomsnittlig årsnederbörd är 2 268 millimeter. Den regnigaste månaden är juni, med i genomsnitt 433 mm nederbörd, och den torraste är januari, med 65 mm nederbörd.